# Рихтер, Оттон Борисович
Оттон Борисович Рихтер (Otto Demetrius Karl Peter von Richter; 1 (13) августа 1830, Дрезден — 2 (15) марта 1908, Санкт-Петербург) — генерал-адъютант, генерал от инфантерии русской императорской армии, управляющим делами Императорской главной квартиры, участник Кавказских походов и Крымской войны.

## Биография
Родился 1 августа 1830 года в Дрездене, происходил из дворянского рода балтийских немцев, был младшим сыном Бориса Христофоровича (Бурхард Адам, 1782—1832, командовал лейб-гвардии Финляндским полком, генерал-лейтенант) и Елизаветы Ивановны (ум. 1846), дочери генерала от инфантерии И. И. Германа. Братья и сёстры Оттона Борисовича: Константин (1806—1845), полковник, участник Кавказских походов; Александр (1809—1859), дипломат, посланник в Бельгии; Софья (1811—1829); Владимир (1813—1846); Борис (1815—1844); Наталья (1817—1852); Мария (1819—1840).
13 октября 1842 г. Рихтер был определён на учёбу в Пажеский корпус, из которого выпущен — с занесением фамилии на мраморную доску — 13 июля 1848 года — корнетом в лейб-гвардии Конный полк, с которым в следующем году принял участие в Венгерском походе. 6 декабря 1851 г. произведён в поручики лейб-гвардии, но уже в сентябре 1852 года, находясь в отпуске по болезни, был уволен от службы. Однако весной следующего года вновь определён на службу: 30 апреля был произведён в ротмистры армии, зачислен в Ахтырский гусарский полк и назначен адъютантом к чрезвычайному комиссару в Дунайских княжествах генерал-адъютанту А. И. Будбергу. С началом Крымской войны командирован в распоряжение начальника штаба 3, 4 и 5-го пехотных корпусов генерал-лейтенанта П. Е. Коцебу и принимал участие в осаде крепости Силистрии, за отличие 16 ноября 1853 г. награждён орденом св. Анны 3-й степени. В апреле 1855 г. был назначен адъютантом к генерал-квартирмейстеру Главного штаба барону В. К. Ливену. 26 сентября 1856 г. переведён в лейб-гвардии Конный полк и 1 сентября назначен адъютантом к главнокомандующему отдельным Кавказским корпусом князю А. И. Барятинскому. В зимнюю кампанию 1856—1857 гг. на Кавказе Рихтер участвовал в экспедиции в Большую Чечню, был в боях при аулах Герменчук, Шали, Оспан-Юрте. За отличие в этой кампании 10 октября 1857 г. был произведён в полковники и переведён в Куринский пехотный полк. В кампанию 1858 г. Рихтер командовал правой колонной при занятии Аргунского ущелья и за отличие в этой экспедиции был награждён золотой шашкой с надписью «За храбрость». 15 июля 1858 г. последовал приказ о назначении Рихтера состоять при наследнике великом князе Николае Александровиче и сопровождал его на пароходе «Рюрик» в Нарву и Финляндию. 8 сентября 1859 г. пожалован во флигель-адъютанты, в конце 1850-х — первой половине 1860-х гг. писал донесения Александру II об учебных занятиях и путешествиях его старшего сына цесаревича Николая Александровича; 19 апреля 1864 г. произведён в генерал-майоры и пожалован в Свиту. После смерти цесаревича участвовал в перевозке его тела из Ниццы в Санкт-Петербург.

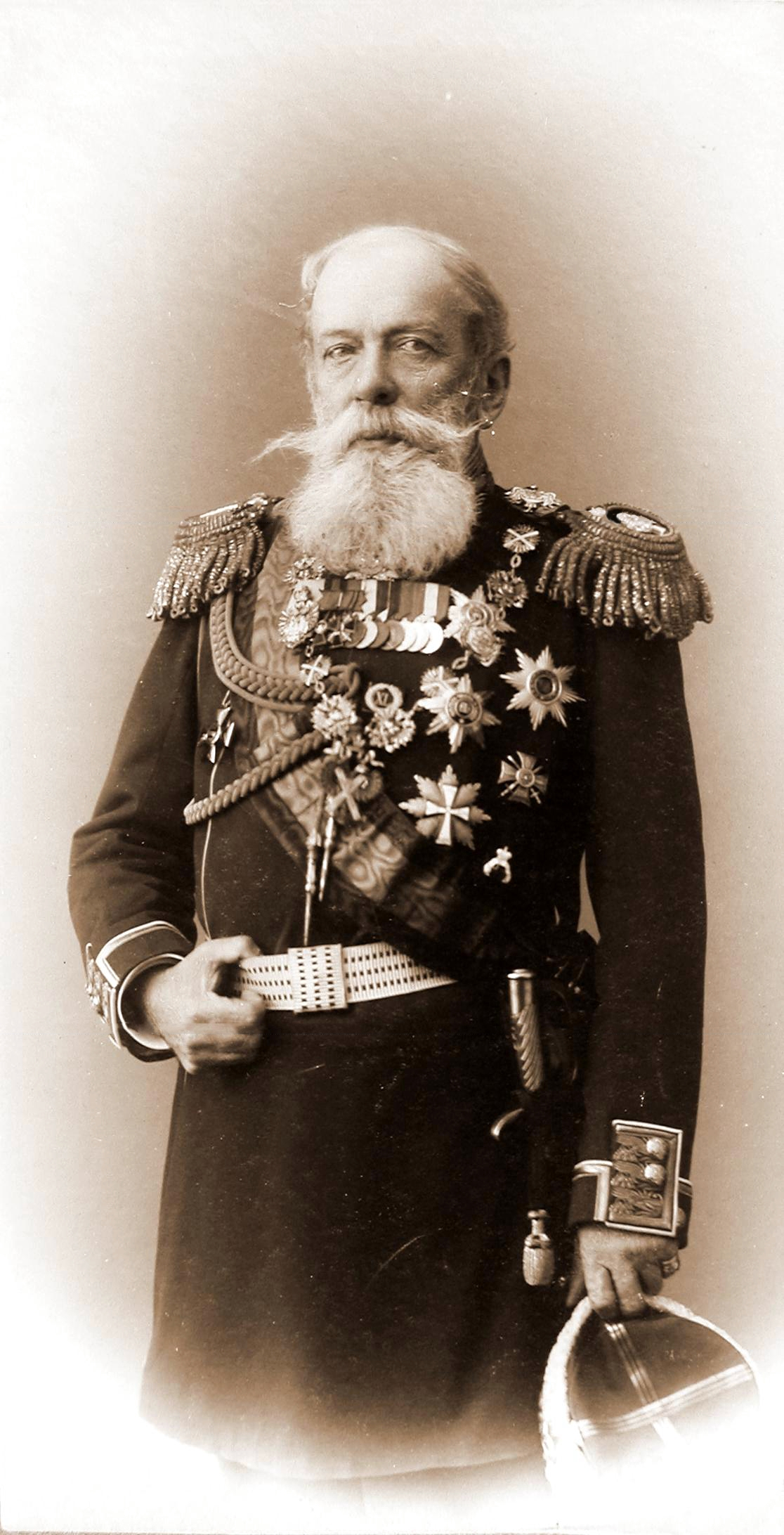
Оттон Борисович Рихтер

8 мая 1866 г. Рихтер был назначен управляющим делами Императорской главной квартиры, а затем, в том же году, начальником штаба войск гвардии и Санкт-Петербургского военного округа и членом главного комитета по устройству и образованию войск. 4 апреля 1871 г. ему было вверено командование 13-й пехотной дивизией и 5 октября того же года пожалован в генерал-адъютанты. 10 сентября Рихтера произвели в генерал-лейтенанты.
В начале русско-турецкой войны 1877—1878 гг. Рихтер со своей дивизией находился в Севастополе и 13 марта 1877 г. присутствовал при перестрелке севастопольских береговых батарей с двумя турецкими броненосцами, а затем 13-я дивизия до конца войны входила в состав войск назначенных для охраны черноморского побережья. За турецкую кампанию Рихтер 17 сентября 1878 г. получил орден Белого Орла.
В 1881 г. Рихтер занял пост командующего Императорской главной квартирой. В 1884 г., с упразднением комиссии прошений, на Рихтера была возложена обязанность принятия прошений, подаваемых на Высочайшее имя, с учреждением для того особой канцелярии.

Рихтер был прекраснейший, благороднейший и очень образованный человек. <…> Начальником комиссии прошений был генерал-адъютант Рихтер. Человек во всех отношениях достойный, порядочный, образованный, культурный, но в государственной жизни не игравший особенной роли. Что касается влияния на Государя, то я думаю, что он его имел, хотя Рихтер умел себя держать так, что влияние его никогда ничем не выражалось.— Витте С. Ю. 1849—1894: Детство. Царствования Александра II и Александра III, глава 15 // Воспоминания. — М.: Соцэкгиз, 1960. — Т. 1. — С. 311. — 75 000 экз.
В период с 1881 по 1891 год неоднократно управлял делами Министерства двора. 30 августа 1886 г. произведён в генералы от инфантерии и 1 января 1887 г. он был назначен членом Государственного совета. Заведуя делами канцелярии прошений и состоя командующим Императорской главной квартиры, Рихтер снискал исключительное доверие и расположение к себе императоров Александра III и Николая II. В 1895 г. канцелярия прошений была преобразована в канцелярию Его Императорского Величества по принятию прошений, на Высочайшее имя приносимых, с освобождением командующего Императорской главной квартирой от принятия и направления всеподданнейших просьб и жалоб. В июле 1898 г. Рихтер оставил пост командующего Императорской главной квартирой и назначен состоять при Особе Его Императорского Величества; 7 октября был избран действительным членом Русского географического общества по отделению этнографии. После реформы Государственного совета в 1906 году Рихтер до 1908 года назначался к присутствию и входил в группу правых. В 1905 г. в Санкт-Петербурге была опубликована работа О. Б. Рихтера (совместно с В. П. Череванским) «Обзор сношений России с китайским и японским правительствами, предшествовавших вооружённому столкновению России с Японией».

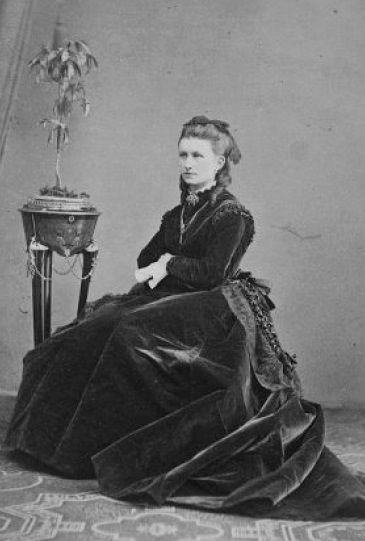
Елизавета Константиновна

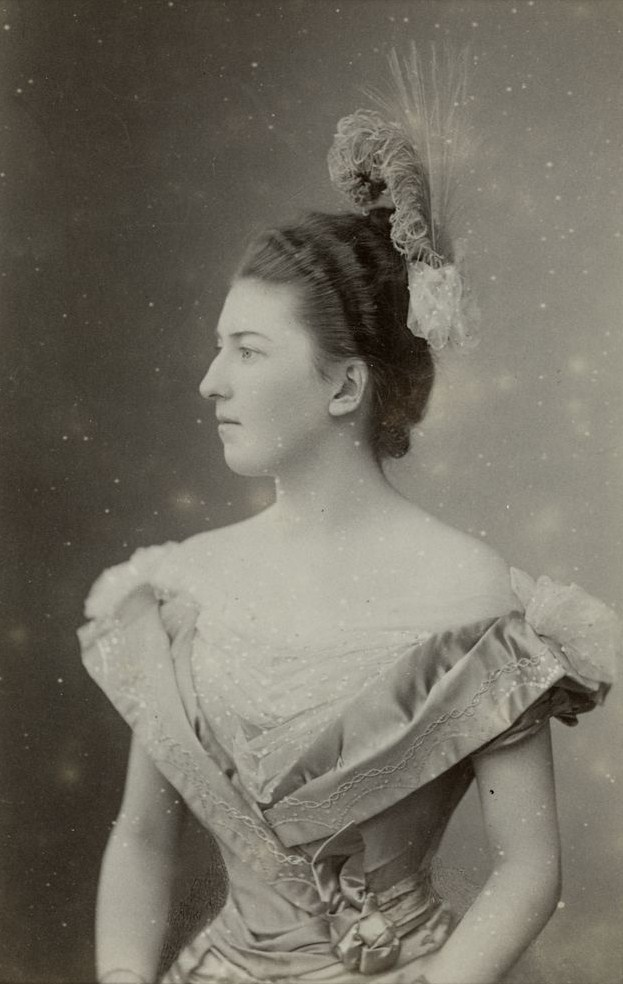
Наталья Рихтер, дочь

Среди прочих наград Рихтер имел ордена св. Владимира 4-й степени (8 сентября 1861 г.), св. Станислава 2-й степени с императорской короной (6 декабря 1862 г.), св. Станислава 1-й степени (20 июля 1865 г.), св. Анны 1-й степени (30 августа 1867 г.), св. Владимира 2-й степени (30 августа 1875 г.), св. Александра Невского с алмазными знаками (30 августа 1885 года), св. Владимира 1-й степени (30 августа 1889 года) и св. Андрея Первозванного (14 марта 1896 года, алмазные знаки пожалованы в 1904 году), а также ряд иностранных орденов.
28 января 1897 года на заседании городской думы был рассмотрен вопрос о присвоении Рихтеру Оттону Борисовичу звания почетного гражданина г. Севастополя. В некрологе газеты «Крымский вестник» значится как почетный гражданин г. Севастополя. О. Б. Рихтер скончался 2 марта 1908 года в Санкт-Петербурге, похоронен в Александро-Невской лавре.

## Семья
Жена (с 1867 года) — Елизавета Константиновна Рихтер (1841—1916), приходилась мужу племянницей, дочь его брата Константина. По словам современника, этот брак для всех был неожиданностью. «Рихтер любил позировать великосветским львом, ухаживал не без успеха за модными дамами, и никто не подозревал в нем глубокой привязанности к девушке, которая при отменных качествах ума и сердца, не блистала ни красотою, ни богатством, ни даже светским положением. По протестантским законам такие браки дозволялись; но она была православная. Ценя его прежнюю и настоящую службу, на это смотрели сквозь пальцы; но оставить его в Петербурге было невозможно, поэтому его назначили военным агентом во Флоренции». Елизавета Константиновна была статс-дамой двора и кавалерственной дамой ордена Св. Екатерины малого креста. Состояла попечительницей Александро-Мариинского детского приюта; за 20 лет беспорочной службы  была награждена Мариинским знаком отличия 2-й степени. За заслуги мужа 13 марта 1908 года вместе с сыном Оттоном была возведена в потомственное баронское достоинство Российской империи. Их дети: 
- Елизавета (1868—1919), в первом браке за Владимиром Петровичем Мятлевым (1868—1946); во втором — за Паулем фон Заненфельдтом. Убита большевиками в Петрограде.
- Константин (1869—1884)
- Оттон (1871—1920), контр-адмирал, во время Гражданской войны служил у Колчака.
- Мария (1871—1945), замужем за князем Николаем Дмитриевичем Кропоткиным (1872—1937).
- Наталья (1877—12.11.1919), замужем (с 02.04.1896) за Генрихом фон Грот (1872—1946); скончалась в Берлине.